# Милан Орлић
Милан Орлић (Панчево, 1962) српски је књижевник, филозоф и научни истраживач.

## Биографија
Орлић је основне и мастер студије завршио на Филозофском факултету Универзитета у Београду (група за филозофију). Докторирао на Универзитету Монаш у Мелбурну, Аустралија темом Наративне структуре српског постмодерног романа: дезинтеграција наративног субјекта и реконструкција фигуре наратора.
Године 2002-2005. одржао серију предавања на Универзитетима у Прагу, Брну, Гдањску, Познању, Вроцлаву, Ополу, Кракову. У току 2010. одржао предавања као гостујући предавач на универзитету Монаш у Мелбурну (Аустралија). Године 2013. одржао серију предавања на Универзиету Сорбона (Париз 1 и Париз 4). Учествовао на више од 30 научних конференција и округлих столова у Србији, региону и свету, на три континента (Београд, Бостон, Букурешт, Вашингтон, Веспрем, Канбера, Краков, Ниш, Охрид, Нови Сад, Сан Антонио, Сиднеј, Хобарт). Учествовао на више од 30 међународних песничких фестивала.
Главни је и одговорни уредник часописа Свеске (награда "Јеремија Живановић" за најбољи књижевни часопис у Србији за 2001. годину). Као главни уредник, уређивао ревију за дигиталну уметност и културу Свеске-ArtTech. Главни је уредник издавачке куће Мали Немо. Председник Изршног одбора Фонда Исидора Секулић (2001-2005). Председник Одбора за међународну сарадању Удружења књижевника Србије (2001-2003).

## Објављене књиге
О не/стварном (причо-роман; “Књижевна омладина Србије”, Београд, 1987), Момо у поларној ноћи (мали поетски роман; “Просвета”, Београд, 1992), Из поларне ноћи (књига песама; “Просвета”, Београд, 1995; друго допуњено издање 1996), Записи из поларне ноћи (књига есеја; “Просвета”, Београд, 1997), Бруј миленија (књига песама; “Просвета”, Београд, 1998. године; друго допуњено издање 2000), Град, пре него што усним (књига песама, “Мали Немо”, Панчево, 2005, друго издање 2006). Жудња за целином (Панчево: Мали Немо, 2009), Андрић, Црњански, Пекић : приповедне структуре српског (пост)модернистичког романа: деконструкција приповедног субјекта и реконструкција фигуре приповедача (Andrić, Crnjanski, Pekić: narrative structures of the Serbian (post) modernist novel: the deconstruction of the narrative subject and the reconstruction of the narrator figure), (Панчево, "Мали Немо", 2017).

## Заступљен у антологијама
Заступљен је у двадесетак најважнијих домаћих и страних избора, антологија и лексикона (нпр. у Лексикону балканских писаца /Филозофски факултет Масариковог универзитета, Брно, 2000 и другим лексиконима; заступљен на југословенском ЦД-рому Literaturexpres 2000 у издању Српског ПЕН-центра. Најновија: Антологија Cat Painters (An Anthology of Contemporary Serbian Poetry, Dialogos press, New Orelans, 2016).

## Одабране награде
Исидора Секулић, Милан Ракић, Бранко Миљковић, Просветина награда, Печат вароши сремскокарловачке, Пегаз, Плакета Мермер и звуци, Кондир Косовке девојке и друге. Поезија и есеји превођени су му на петнаестак језика, међу којима је и превод објављен у International poetry Review (САД, Северна Каролина). Објавио је билингвално француско-српско издање књиге песама Ardent désir d'unite (billingue serbe-français) у издању издавачке куће L'Harmattan (Paris, 2013). О Орлићевом стваралаштву написано је стотинак текстова у Србији и региону као и неколико текстова у иностраним часописима у Европи и свету, укључујући World Literature Today (USA). Уређивао часопис Књижевност (ИП Просвета.)